# جزیره وحشت
جزیره وحشت نام یک کتاب ادبی است که توسط جک لندن، نویسندهٔ اهل ایالات متحده آمریکا نوشته شده‌است. این کتاب یکی از آثار مشهور ادبی جهان است.